# Sinohydro
Sinohydro (en mandarin simplifié : 中国水利水电建设集团公司) est une entreprise de construction chinoise, spécialisée dans la construction de barrage. Elle est basée à Pékin.